# چارسو
چار سو فضایی در معماری ایرانی است که کاربردهای زیر را دارد:
- چهار راه میان بازار، محلی که چهار بازار از آن منشعب می‌گردد.
- چهار راه، معمولاً گنبدی که بر فراز تقاطع بازارها قرار گرفته‌است.[۱] مانند چارسوی سمرقند.